# Andrew Volstead

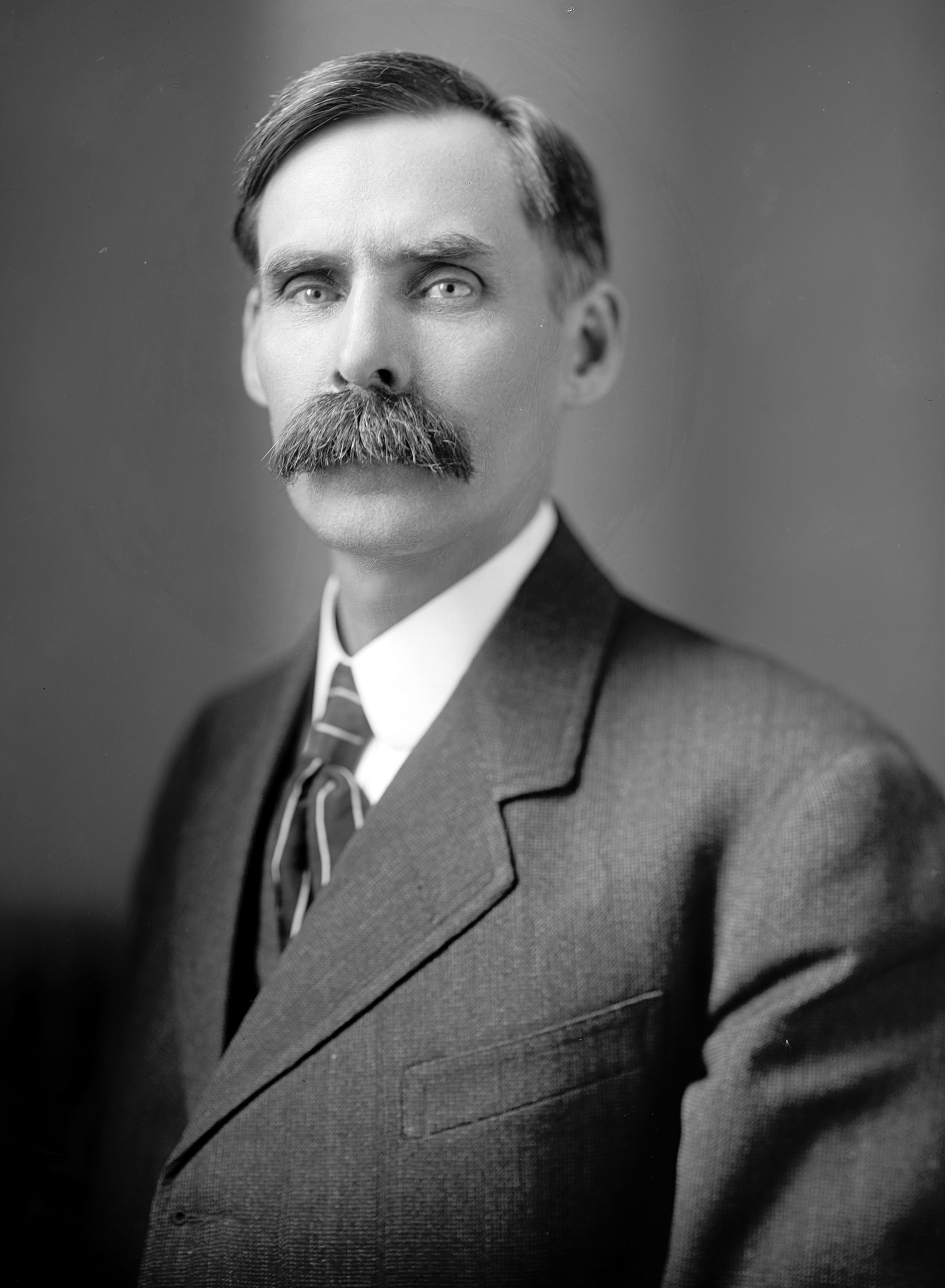
Andrew Volstead

Andrew John Volstead (* 31. Oktober 1860 bei Kenyon, Goodhue County, Minnesota; † 20. Januar 1947 in Granite Falls, Minnesota) war ein US-amerikanischer Politiker. Zwischen 1903 und 1923 vertrat er den Bundesstaat Minnesota im US-Repräsentantenhaus.

## Werdegang
Andrew Volstead wurde als Sohn norwegischstämmiger Eltern geboren. Er besuchte die Bezirksschulen seiner Heimat und danach das St. Olaf College in Northfield. Bis 1881 setzte er seine Ausbildung am Decorah Institute fort. Nach einem anschließenden Jurastudium und seiner im Jahr 1883 erfolgten Zulassung als Rechtsanwalt begann er im Lac qui Parle County in seinem neuen Beruf zu arbeiten. Im Jahr 1885 zog Volstead nach Grantsburg in Wisconsin. Bereits ein Jahr später kehrte er nach Minnesota zurück, wo er sich in Granite Falls niederließ. Dort wurde er Mitglied und Präsident des Schulausschusses. Außerdem wurde er juristischer Vertreter seiner neuen Heimatstadt. Zwischen 1886 und 1902 war Volstead Bezirksstaatsanwalt im Yellow Medicine County. Von 1900 bis 1902 amtierte er als Bürgermeister von Granite Falls.
Politisch war Volstead Mitglied der Republikanischen Partei. Bei den Kongresswahlen des Jahres 1902 wurde er im siebten Wahlbezirk von Minnesota in das US-Repräsentantenhaus in Washington, D.C. gewählt, wo er am 4. März 1903 die Nachfolge von Frank Eddy antrat. Nach neun Wiederwahlen konnte er bis zum 3. März 1923 in 20 Jahren zehn zusammenhängende Legislaturperioden im Kongress absolvieren. Zwischen 1919 und 1923 war er Vorsitzender des Rechtsausschusses. Während seiner Zeit im US-Repräsentantenhaus fand der Erste Weltkrieg statt. Damals wurden auch der 16., der 17., der 18. und der 19. Verfassungszusatz beraten und verabschiedet. Dabei ging es um die bundesweite Einführung einer Einkommensteuer, die Direktwahl der US-Senatoren, das Verbot des Alkoholhandels und die bundesweite Einführung des Frauenwahlrechts. Volstead war maßgeblich an der Entstehung des 18. Verfassungszusatzes, dem Alkoholverbot, beteiligt. Dieses Gesetz wurde auch unter seinem Namen als Volstead Act bekannt. Das Gesetz erwies sich später als nicht durchführbar und förderte den Aufstieg des organisierten Verbrechens, das sich mit Alkoholschmuggel ein Vermögen verdiente. Im Jahr 1933 wurde die Prohibition mit dem 21. Verfassungszusatz dann wieder aufgehoben.
Bei den Wahlen des Jahres 1922 verlor Volstead gegen Ole J. Kvale. In den folgenden Jahren arbeitete er wieder als Anwalt. Er starb am 20. Januar 1947 in Granite Falls und wurde dort auch beigesetzt.